# 宇宙作戰群
宇宙作戰群（日语：宇宙作戦群）是日本航空自衛隊所属的一支监视部队，主要任务为监视太空垃圾、人造衛星等。

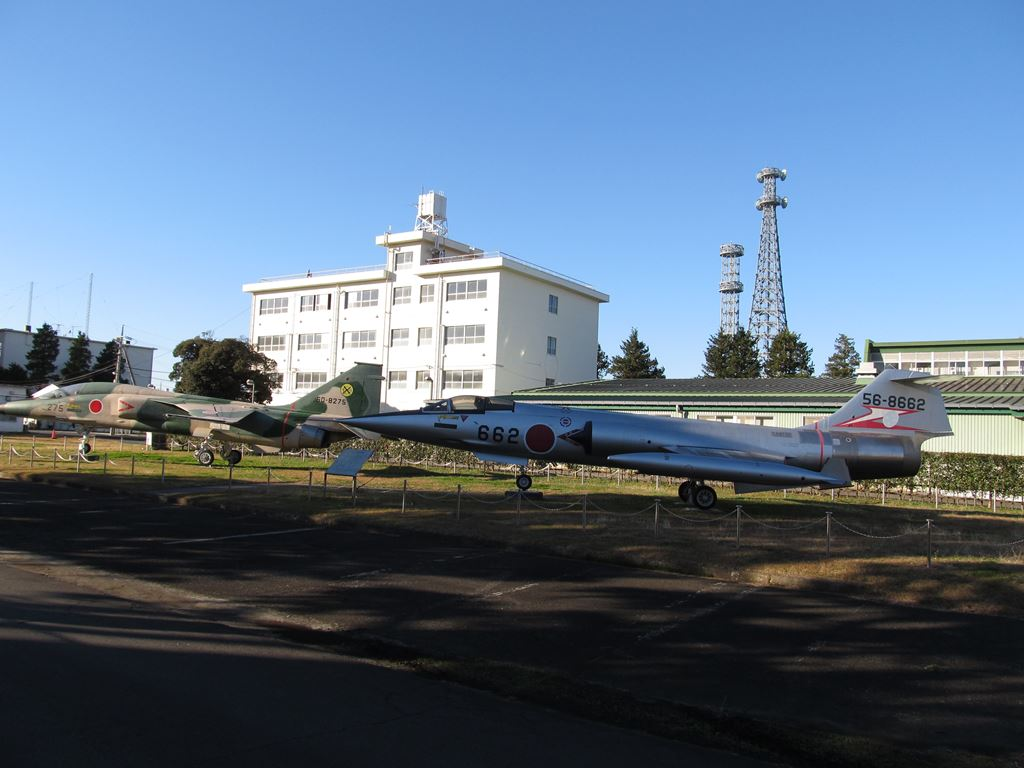
航空自衛隊所属府中基地，宇宙作战队驻地。

## 概要
2019年12月20日，日本防卫省公布新一期年度预算，将航空自卫队「宇宙作战队」相关费用编入。
2020年1月23日，防卫省向自民党国防部会提交了防卫省设置法修正案，4月17日，第201届国会批准通过。
5月8日，部队名称确定为「宇宙作战队」，并于5月18日正式成立并授旗，编制为约20人，设置于府中基地。
7月30日，宇宙作战队公布部队徽章，其徽章下方6个圆点象征在山口县小野田市的六个基地。
2022年3月17日，「宇宙作戰群」成立，原宇宙作戰隊改編為第1宇宙作戰隊並納入宇宙作戰群麾下。群司令官由一等空佐（上校）擔任，下設群本部、宇宙作戰指揮所運用隊以及第1、第2宇宙作戰隊。

## 任务
宇宙作战队将与JAXA、美军合作建立长期太空监视系统，以检测太空垃圾、人造衛星等对日本人造衛星的影响。